# Kunzea muelleri
Kunzea muelleri är en myrtenväxtart som beskrevs av George Bentham. Kunzea muelleri ingår i släktet Kunzea och familjen myrtenväxter. Inga underarter finns listade i Catalogue of Life.